# 뿡뿡빵빵 부부맨
《뿡뿡빵빵 부부맨》은 대한민국의 애니메이션이다. EBS 1TV에서 2023년 2월 27일부터 5월 23일까지 종료했다.

## 방영 일시
| 방송 채널 | 방송일                     | 방송 시간 |
| --------- | -------------------------- | --------- |
| EBS 1TV   | 2023년 2월 27일 ~ 5월 23일 | 종료      |

## 등장 인물
- 아빠/부부맨 : 보니와 요니의 아버지. 장난스럽고  유머레스하다.
- 보니 : 똑똑하고 예쁘고 자신감이 넘치는 5살 소녀. 동생인 요니를 잘 돌본다.
- 엄마 : 보니와 요니의 어머니. 커리어우먼이며, 보니의 이야기를 잘 들어주면 그날 교훈을 들을때마다 생각과 행동의 방향을 제시해주는 자상하고 친절한 성격.
- 요니 : 보니의 남동생. 2살 아기이며, 누나인 보니와 친구이자 라이벌이다.
- 부부멍/골디 : 보니와 요니의 반려견.
- 예나 : 새침하고 말이 없고 공주병이 심하지만 따뜻한 마음씨를 가진 츤데레 소녀.
- 준이 : 보니와 친한친구. 노란색 머리에 안경을  썼고 적극적이고 똑똑한 소년.
- 힘찬 : 보니의 같은 반 친구. 호기심 많고 개구쟁이이며 의도치 않은 사고를 잘 치고 실수를 잘한다. 그래서 선생님이 난처해할 때가 많다.
- 슬기 : 보니의 같은 반에 새로 온 전학생. 잘 울고 부끄러움이 많은 소녀. 하지만 부부맨의 도움으로 성격이 점점 변해가는 모습을 보인다.
- 선생님(미소쌤) : 혼은 물론, 화도 안내고 상냥하고 친절하다. 나이는 20대 초중반으로 추정. 피아노 연주를 잘 한다.

## 목소리 출연
- 홍승효: 부부맨
- 방연지: 보니
- 김은아: 해설[1], 슬기
- 장은숙: 엄마[2]
- 김아롱: 골디[3], 힘찬
- 이보용: 요니[4], 준이[3]
- 김예령: 선생님(미소쌤), 아리, 아기곰, 꼬꼬

## 제작진
- 책임 프로듀서: 이지연
- 프로듀서: 최미란
- <애니메이션 제작>: CJ ENM
- 원작: 우영석
- 원작기획: 석종서
- 제작총괄: 석종서
- 책임 프로듀서: 최우석
- 프로듀서: 이수민, 이동혁, 김윤영
- 스토리 에디터: 공병필, 이수민, 김민아, 이동혁
- 시나리오: 박은설, 이하나
- 탁툰엔터프라이즈
- 감독: 김탁훈
- 기획 프로듀서: 김소영
- 제작 프로듀서: 이여진
- 라인 프로듀서: 곽미서
- 애니메이션 감독: 최진옥
- 애니메이션 슈퍼바이저: 강서연, 손슬기
- 애니메이션: 원동욱
- 캐릭터 디자인: 김혜영, 신민기
- 스토리보드: 김재우, 나승하, 고일준, 길선아
- 아트 디렉터: 김미영
- 배경: 한경원, 이세영, 이찬양, 고은, 김지현
- 3D 배경 모델링: 정지신, 김현주
- 애니메이션 제작: 쏘울크리에이티브, 스튜디오반달, 마이클컴퍼니, 애니작, 두루픽스, 그래피직스, 중앙애니메이션, SF스튜디오
- 기술 지원: 경일대학교, 2023년도 중앙대학교 학술연구비
- VFX 슈퍼바이저: 한수희
- VFX 아티스트: 변세은, 이수정, 조하영
- 컴퍼지팅 아티스트: 정민, 김재은, 이하정
- 프로젝트 운영총괄: 배소연
- 프로젝트 매니저: 윤지혜, 손령, 진소진
- 제작 지원: 재단법인 서울산업진흥원, 중앙대학교 BK21 인공지능-콘텐츠 미래산업 교육연구단, 중앙대학교 첨단영상대학원 OTT콘텐츠특성하대학원사업단, 방송통신위원회, 방송통신발전기금
- <종합 제작>
- 타이틀곡 음악: 신승준, 김원아
- 타이틀곡 노래: 홍승효
- 코러스: 김규동, 노소율, 김하연, 황민하
- 노래지도: 전혜윤
- 음악: 신승준, 김원아
- 효과: 김지희, 김수경(모모사운드)
- 녹음/믹싱: 김학주(DOOROO)
- 기술감독: 제승명
- 연출: 조성희
- 기획: EBS
- 제작: 탁툰엔터프라이즈, EBS, CJ ENM
- 저작권: ⓒ 우영석, 탁툰, EBS, SBA, CJ ENM All rights reserved.

## 방영 목록
| 회차       | 제목                   | 방송 일자       |
| ---------- | ---------------------- | --------------- |
| 1화        | 돌아온 부부맨          | 2023년 2월 27일 |
| 2화        | 명탐정 보니            | 2023년 2월 28일 |
| 3화        | 잠이 안 와요           | 2023년 3월 6일  |
| 4화        | 아빠의 생일            | 2023년 3월 7일  |
| 5화        | 알에서 나온 꼬꼬       | 2023년 3월 13일 |
| 6화        | 아빠와 골디의 비밀     | 2023년 3월 14일 |
| 7화        | 야채는 싫어요          | 2023년 3월 20일 |
| 8화        | 비밀가지 대 작전       | 2023년 3월 21일 |
| 9화        | 길 잃은 아기 거북      | 2023년 3월 27일 |
| 10화       | 부끄럼쟁이 새 친구     | 2023년 3월 28일 |
| 11화       | 요니는 나만 따라해     | 2023년 4월 3일  |
| 12화       | 유치원 사진발표회      | 2023년 4월 4일  |
| 13화       | 샛별마을의 깜짝 손님   | 2023년 4월 10일 |
| 14화       | 불꽃놀이 가요          | 2023년 4월 11일 |
| 15화       | 출동! 부부멍           | 2023년 4월 17일 |
| 16화       | 시골에 놀러가요        | 2023년 4월 18일 |
| 17화       | 비가 오는날도 좋아요   | 2023년 4월 24일 |
| 18화       | 유치원 운동회 날       | 2023년 4월 25일 |
| 19화       | 우리 할아버지가 최고야 | 2023년 5월 1일  |
| 20화       | 다락방의 보물          | 2023년 5월 2일  |
| 21화       | 아빠 VS 부부맨         | 2023년 5월 8일  |
| 22화       | 엄마와 인형            | 2023년 5월 9일  |
| 23화       | 산타가 된 보니         | 2023년 5월 15일 |
| 24화       | 소방수가 되고 싶어요   | 2023년 5월 16일 |
| 25화       | 먼지맨이 나타났어요    | 2023년 5월 22일 |
| 최종화(26) | 나도 슈퍼 영웅         | 2023년 5월 23일 |